# 黄褐田中鳑鲏
黄褐田中鰟鮍（學名：Tanakia limbata）為輻鰭魚綱鯉形目鱊科田中鳑鲏屬的一種，為溫帶淡水魚，分布於亞洲日本中部及南部淡水流域，1846年，Temminck和Schlegel最初將其命名為Capoeta Limata，在科學文獻中也被稱為Acheilognathus Limbatus和Acheilognathus Limata。體長可達6公分，棲息在底中層水域，繁殖期時雌魚會將卵產在貽貝中，幼魚孵化而且停留在貝殼內中，直到它們能游泳。

## 扩展阅读
維基物種上的相關：黄褐田中鰟鮍